# ديزني تيليفشن أنيمايشن
تلفزيون ديزني للرسوم المتحركة (بالإنجليزية: Disney Television Animation) هو قسم لشركة والت ديزني لإنتاج مسلسلات تلفزيونية متحركة. أسس القسم في 1985 كـ « أفلام وتلفزيون والت ديزني » (Walt Disney Pictures and Television) ولاحقاً تغير اسمه في نصف الثمانيات لـ « تلفزيون والت ديزني » (Walt Disney Television) ولاحقاً أيضاً تغير اسمه إلى الاسم الحالي في 2004. وتم تغيير اسم الشركة من « تلفزيون والت ديزني للرسوم المتحركة » (Walt Disney Television Animation) إلى « تلفزيون ديزني للرسوم المتحركة » , (Disney Television Animation) عام 2011. كما تنتج كذلك بعض الأفلام المتحركة.
منذ 2002 أصبح القسم جزء من قناة ديزني. رئيس القسم كان باري بلامبيرغ، والذي أعلن عن استقالته في نوفمبر 2005. مايكل مون ثم أصبح نائب الرئيس للسلاسل المتحركة منذ فبراير 2006.

## المسلسلات التلفزيونية المتحركة

### برامج ديزني الأصلية
| عنوان البرنامج بالعربية                    | عنوان البرنامج بالإنجليزية                 | تاريخ العرض الأصلي                           |
| ------------------------------------------ | ------------------------------------------ | -------------------------------------------- |
| دبب الأساطير                               | Adventures of the Gummi Bears              | 1985 - 1991                                  |
| The Wuzzles                                | The Wuzzles                                | 1985 - 1986                                  |
| قصص بطوطية                                 | DuckTales                                  | 1987 - 1990                                  |
| مغامرات ويني الدبدوب الجديدة               | The New Adventures of Winnie the Pooh      | 1988 - 1991                                  |
| كتيبة النجدة مع سنجب وسنجوب                | Chip 'n Dale Rescue Rangers                | 1989 - 1990                                  |
| مغامرة طيارة                               | TaleSpin                                   | 1990 - 1992                                  |
| البط السري                                 | Darkwing Duck                              | 1991 - 1993                                  |
| بندق والأصدقاء                             | Goof Troop                                 | 1992 - 1993                                  |
| Raw Toonage                                | Raw Toonage                                | 1992 - 1993                                  |
| حورية البحر                                | The Little Mermaid                         | 1992 - 1994                                  |
| Bonkers                                    | Bonkers                                    | 1993 - 1995                                  |
| Marsupilami                                | Marsupilami                                | 1993 - 1995                                  |
| علاء الدين                                 | Aladdin                                    | 1994 - 1996                                  |
| الكراغل                                    | Gargoyles                                  | 1994 - 1997                                  |
| The Schnookums and Meat Funny Cartoon Show | The Schnookums and Meat Funny Cartoon Show | 1995 - 1996                                  |
| تيمون وبومبا                               | The Lion King's Timon & Pumbaa             | 1995 - 1998                                  |
| شلة بط                                     | Quack Pack                                 | 1996                                         |
| فريق البط                                  | The Mighty Ducks                           | 1996 - 1997                                  |
| أشبال الأدغال                              | Jungle Cubs                                | 1996 - 1997                                  |
| داني                                       | Doug                                       | موسم 5 إلى 7 ، 1996 - 1999                   |
| مئة مرقش ومرقش                             | 101 Dalmatians: The Series                 | 1997 - 1998                                  |
| الفسحة                                     | Recess                                     | 1997 - 2001                                  |
| فلفلة                                      | Pepper Ann                                 | 1997 - 2001                                  |
| Hercules: The Animated Series              | Hercules: The Animated Series              | 1998 - 1999                                  |
| سابرينا                                    | Sabrina: The Animated Series               | 1999 - 2000، انتج بالإشتراك مع ديك إنتتيمينت |
| أعمال ميكي ماوس                            | Mickey Mouse Works                         | 1999 - 2001                                  |
| عطلات أسبوعية                              | The Weekenders                             | 2000 - 2004                                  |
| لعبة المدرسة                               | Teacher's Pet                              | 2000 - 2002                                  |
| بظ يطير وقيادة الكوكب                      | Buzz Lightyear of Star Command             | 2000 - 2001                                  |
| دار الفار                                  | House of Mouse                             | 2001 - 2003                                  |
| لؤي في الفضاء                              | Lloyd in Space                             | 2001 - 2004                                  |
| أسطورة طرزان                               | The Legend of Tarzan                       | 2001 - 2003                                  |
| تيمو سوبريمو                               | Teamo Supremo                              | 2002 - 2004                                  |
| فلمور                                      | Fillmore!                                  | 2002 - 2004                                  |

### سلاسل أصلية لقناة ديزني
| عنوان البرنامج بالعربية  | عنوان البرنامج بالإنجليزية | تاريخ العرض الأصلي |
| ------------------------ | -------------------------- | ------------------ |
| عائلة فخور               | The Proud Family           | 2001 - 2005        |
| دامو ستحيل               | Kim Possible               | 2002 - 2007        |
| ليلو وستيتش              | Lilo & Stitch: The Series  | 2003 - 2006        |
| ضيف البراري              | Dave the Barbarian         | 2003 - 2004        |
| داندي وسيد ورطة          | Brandy and Mr. Whiskers    | 2004 - 2006        |
| جاك: التنين الخارق       | American Dragon: Jake Long | 2005 - 2007        |
| ماجي الزنانة             | The Buzz on Maggie         | 2005 - 2006        |
| مدرسة الإمبراطور الجديدة | The Emperor's New School   | 2006 - 2008        |
| البديل                   | The Replacements           | 2006 - 2009        |
| فارس وفادي               | Phineas and Ferb           | 2007 - الحاضر      |
| مدرسة الأسماك            | Fish Hooks                 | 2010 - 2014        |
| جرافيتي فولز             | Gravity Falls              | 2012 - حاضر        |
| ميكي ماوس                | Mickey Mouse               | 2013 - الحاضر      |
| تجول حول العالم          | Wander Over Yonder         | 2013 - الحاضر      |

### سلاسل أصلية لديزني إكس دي (Disney XD)
| عنوان البرنامج بالعربية | عنوان البرنامج بالإنجليزية         | تاريخ العرض الأصلي |
| ----------------------- | ---------------------------------- | ------------------ |
| كيك باتاوسكي: المغامر   | Kick Buttowski: Suburban Daredevil | 2010 - 2012        |
| الدفاع عن المدينة       | Motorcity                          | 2012 - 2013        |
| Tron: Uprising          | Tron: Uprising                     | 2012 - 2013        |

### برامج إنتاججتيكس أنيمايشن كونسبتس(Jetix Animation Concepts)
| عنوان البرنامج بالعربية | عنوان البرنامج بالإنجليزية             | تاريخ العرض الأصلي |
| ----------------------- | -------------------------------------- | ------------------ |
| فريق القرود             | Super Robot Monkey Team Hyperforce Go! | 2004 - 2006        |
| الأصدقاء                | Get Ed                                 | 2005 - 2006        |
| ين يانغ يو!             | Yin Yang Yo!                           | 2006 - 2009        |

### برامج إنتاج جتيكس يوروب (Jetix EUROPE)
| عنوان البرنامج بالعربية | عنوان البرنامج بالإنجليزية | تاريخ العرض الأصلي                               |
| ----------------------- | -------------------------- | ------------------------------------------------ |
| الفتيات الخارقات        | W.I.T.C.H.                 | 2004 - 2006، انتج بالإشتراك مع بروتوكول بدء جلسة |
| مقنعو الخير             | Combo Ninos                | 2008 - 2009، انتج بالإشتراك مع بروتوكول بدء جلسة |

### برامج أصلية لقناة بلايهاوس ديزني القديمة (Playhouse Disney) وقناة ديزني جونيور (Disney Junior)
| عنوان البرنامج بالعربية    | عنوان البرنامج بالإنجليزية      | تاريخ العرض الأصلي |
| -------------------------- | ------------------------------- | ------------------ |
| دب في المنزل الأزرق الكبير | Bear in the Big Blue House      | 1997 - 2007        |
| فستق، سكر ولوزي            | PB&J Otter                      | 1998 - 2000        |
| ستانلي                     | Stanley                         | 2001 - 2004        |
| كتاب ويني الدبدوب          | The Book of Pooh                | 2001 - 2002        |
| صغار أينشتاين              | Little Einsteins                | 2005 - 2009        |
| نادي ميكي ماوس             | Mickey Mouse Clubhouse          | 2006 - الحاضر      |
| ماني الحرفاني              | Handy Manny                     | 2006 - الحاضر      |
| أصحابي ويني ونمور          | My Friends Tigger & Pooh        | 2007 - 2010        |
| العميل السري أوسو          | Special Agent Oso               | 2009 - الحاضر      |
| جيك وقراصنة أرض الأحلام    | Jake and the Never Land Pirates | 2011 - الحاضر      |
| الطبيبة ماك ستافينز        | Doc McStuffins                  | 2011 - الحاضر      |
| صوفيا الأولى               | Sofia the First                 | 2012 - الحاضر      |
| قيادة الأسد الحارس         | The Lion Guard                  | 2015 - الحاضر      |

## روابط خارجية
- ديزني تيليفشن أنيمايشن على موقع IMDb (الإنجليزية)